# Scottish League Cup 1978/79
Der Scottish League Cup wurde 1978/79 zum 33. Mal ausgespielt. Der schottische Fußball-Ligapokal, der unter den Teilnehmern der Scottish Football League ausgetragen wurde, begann am 16. August 1978 und endete mit dem Finale am 31. März 1979 im Hampden Park von Glasgow. Die als Titelverteidiger startenden Glasgow Rangers konnten den Ligapokal erfolgreich verteidigen. Im Finale bezwangen die Rangers den FC Aberdeen und konnten damit den 10. Titel im Ligapokal gewinnen. Vor dem Finale waren die Rangers bereits Rekordsieger des Wettbewerbs.

## 1. Runde
Ausgetragen wurden die Hinspiele am 16. August, die Rückspiele am 23. August 1978.
|                 | Gesamt |                    | Hinspiel | Rückspiel |
| --------------- | ------ | ------------------ | -------- | --------- |
| Alloa Athletic  | 5:1    | Stirling Albion    | 4:1      | 1:0       |
| Berwick Rangers | 2:0    | FC St. Johnstone   | 2:0      | 0:0       |
| Celtic Glasgow  | 6:1    | FC Dundee          | 3:1      | 3:0       |
| FC Dumbarton    | 0:2    | FC St. Mirren      | 0:0      | 0:2       |
| FC Montrose     | 5:0    | Queen of the South | 4:0      | 1:0       |
| Glasgow Rangers | 4:0    | Albion Rovers      | 3:0      | 1:0       |

## 2. Runde
Ausgetragen wurden die Hinspiele am 28. und 30. August, die Rückspiele am 2. September 1978.
|                     | Gesamt          |                       | Hinspiel | Rückspiel |
| ------------------- | --------------- | --------------------- | -------- | --------- |
| Airdrieonians FC    | 8:0             | Dunfermline Athletic  | 3:0      | 5:0       |
| Ayr United          | 4:1             | FC Stranraer          | 1:0      | 3:1       |
| Berwick Rangers     | 2:8             | FC St. Mirren         | 1:3      | 1:5       |
| Brechin City        | 1:6             | Hibernian Edinburgh   | 0:3      | 1:3       |
| FC Clyde            | 3:4             | FC Motherwell         | 3:1      | 0:3       |
| FC Cowdenbeath      | 3:4             | Hamilton Academical   | 3:2      | 0:2       |
| Dundee United       | 2:4             | Celtic Glasgow        | 2:3      | 0:1       |
| FC East Fife        | 0:2             | FC Arbroath           | 0:1      | 0:1       |
| Heart of Midlothian | 2:7             | Greenock Morton       | 1:3      | 1:4       |
| FC Kilmarnock       | 3:1             | Alloa Athletic        | 2:0      | 1:1       |
| Meadowbank Thistle  | 0:9             | FC Aberdeen           | 0:5      | 0:4       |
| Partick Thistle     | 3:3 (3:4 i. E.) | FC Falkirk            | 1:1      | 2:2       |
| Raith Rovers        | 6:6 (4:3 i. E.) | FC Queen’s Park       | 4:2      | 2:4       |
| Glasgow Rangers     | 7:1             | Forfar Athletic       | 3:0      | 4:1       |
| FC Stenhousemuir    | 2:4             | FC Clydebank          | 1:0      | 1:4       |
| FC Montrose         | 3:1             | FC East Stirlingshire | 1:1      | 2:0 n. V. |

## Achtelfinale
Ausgetragen wurden die Hinspiele am 4. Oktober, die Rückspiele am 10. und 11. Oktober 1978.
|                     | Gesamt |                  | Hinspiel | Rückspiel |
| ------------------- | ------ | ---------------- | -------- | --------- |
| FC Arbroath         | 3:2    | Airdrieonians FC | 1:1      | 2:1       |
| Celtic Glasgow      | 4:2    | FC Motherwell    | 0:1      | 4:1       |
| FC Falkirk          | 1:3    | Ayr United       | 0:2      | 1:1       |
| Hamilton Academical | 1:8    | FC Aberdeen      | 0:1      | 1:7       |
| Hibernian Edinburgh | 2:1    | FC Clydebank     | 1:0      | 1:1       |
| FC Kilmarnock       | 4:5    | Greenock Morton  | 2:0      | 2:5       |
| Raith Rovers        | 4:5    | FC Montrose      | 3:0      | 1:5       |
| Glasgow Rangers     | 3:2    | FC St. Mirren    | 3:2      | 0:0       |

## Viertelfinale
Ausgetragen wurden die Hinspiele am 8. November, die Rückspiele am 15. November 1978.
|                 | Gesamt |                     | Hinspiel | Rückspiel |
| --------------- | ------ | ------------------- | -------- | --------- |
| Ayr United      | 4:6    | FC Aberdeen         | 3:3      | 1:3       |
| FC Montrose     | 2:4    | Celtic Glasgow      | 1:1      | 1:3       |
| Greenock Morton | 1:2    | Hibernian Edinburgh | 1:0      | 0:2       |
| Glasgow Rangers | 3:1    | FC Arbroath         | 1:0      | 2:1       |

## Halbfinale
Ausgetragen wurden die Spiele am 13. Dezember 1978.
|                 | Ergebnis  |                     |
| --------------- | --------- | ------------------- |
| FC Aberdeen     | 1:0 n. V. | Hibernian Edinburgh |
| Glasgow Rangers | 3:2 n. V. | Celtic Glasgow      |

## Finale
| Glasgow Rangers                         | Glasgow Rangers | FC Aberdeen | FC Aberdeen |
| --------------------------------------- | --- | --- | ----------- |
| Glasgow Rangers                         | \| 31. März 1979 in Glasgow (Hampden Park) \| \| Ergebnis: 2:1 (0:0) \| \| Zuschauer: 54.000 \| \| Schiedsrichter: Ian Foote \| \| Spielbericht \|                                                                         | \| 31. März 1979 in Glasgow (Hampden Park) \| \| Ergebnis: 2:1 (0:0) \| \| Zuschauer: 54.000 \| \| Schiedsrichter: Ian Foote \| \| Spielbericht \|                                                               | FC Aberdeen |
| Glasgow Rangers                         | Peter McCloy – Sandy Jardine, Ally Dawson, Derek Johnstone, Colin Jackson – Alex MacDonald, Tommy McLean, Bobby Russell, Davie Cooper – Billy Urquhart (Alex Miller), Gordon Smith (Derek Parlane) Cheftrainer: John Greig | Bobby Clark – Stuart Kennedy, Chic McLelland, Doug Rougvie, Willie Miller – John McMaster, Gordon Strachan, Duncan Davidson – Steve Archibald, Joe Harper, Drew Jarvie (Alex McLeish) Cheftrainer: Alex Ferguson | FC Aberdeen |
| Glasgow Rangers                         | 1:0 Alex MacDonald (77.) 2:1 Colin Jackson (90.) | 1:1 Duncan Davidson (.) | FC Aberdeen |
| Glasgow Rangers                         | Rougvie | | FC Aberdeen |
| 31. März 1979 in Glasgow (Hampden Park) | | |             |
| Ergebnis: 2:1 (0:0)                     | | |             |
| Zuschauer: 54.000                       | | |             |
| Schiedsrichter: Ian Foote               | | |             |
| Spielbericht                            | | |             |